# 岡田晃 (経済評論家)
岡田 晃（おかだ あきら、1947年〈昭和22年〉12月17日 - ）は、日本の経済評論家。大阪経済大学客員教授、21世紀臨調運営委員。大阪府出身。

## 経歴
- 1971年 慶応義塾大学経済学部卒業後、日本経済新聞入社。松山支局、産業部などを経る。
- 1987年 日本経済新聞編集委員
- 1991年 日本経済新聞編集委員・テレビ東京出向
- 1994年 テレビ東京報道局経済部長、『ワールドビジネスサテライト』プロデューサー
- 1998年 テレビ東京ニューヨーク支局長
- 2000年 テレビ東京アメリカ初代社長
- 2003年 テレビ東京理事・解説委員長
- 2006年 独立とともに大阪経済大学客員教授に就任

## 過去の出演番組
テレビ東京
| 期間         | 期間         | 番組名                          | 役職                     |
| ------------ | ------------ | ------------------------------- | ------------------------ |
| 就任時期不明 | 1988年3月    | あすの日経朝刊→ニュース日経朝刊 | 交替制でのキャスター     |
| 1992年4月    | 1994年3月    | ワールドビジネスサテライト      | マーケットキャスター     |
| 1996年7月    | 1997年9月    | TXNニュースワイド11             | メインキャスター         |
| 1997年10月   | 1998年9月    | ニュースウェーブ615             | コメンテーター           |
| 担当時期不明 | 担当時期不明 | ニュースモーニングサテライト    | ゲストコメンテーター     |
| 2001年10月   | 2008年9月    | Closing Bell                    | 隔週月曜日コメンテーター |

BSジャパン（現：BSテレビ東京）
- 東京マーケットTODAY（隔週キャスター）

BS11
- 東京マーケットTODAY（毎週火曜）

TOKYO MX
- 東京マーケットワイド